# 斯蒂芬·埃洛普
斯蒂芬·埃洛普（英語：Stephen Elop，1963年12月31日—）是芬兰诺基亚公司的前CEO，加拿大人，是诺基亚首位非芬兰籍CEO。他在2010年9月接替康培凯（Olli-Pekka Kallasvuo）出任诺基亚CEO一职责。2013年9月3日微软宣布将以54亿欧元（72亿美元）买下诺基亚手机部门，同时他也从CEO位置转成諾基亞执行副总裁回避利益冲突。在微软完成交易后他会出任微软负责硬件业务的执行副总裁。

## 教育
埃洛普于1981年就读于加拿大安大略省麦克马斯特大学，专业是计算机工程和管理。并在1986年取得学士学位毕业。

## 职业生涯
1998年进入Macromedia公司，2005年1月任Macromedia的CEO，三个月后Macromedia被Adobe收购。2006年12月离开Adobe，进入Juniper Networks担任了一年的COO。
2008年1月到2010年9月，埃洛普在于微软商务部门工作，负责Microsoft Office产品，同时也是微软的高层管理团队成员之一。
2010年9月，艾洛普接替康培凯（Olli-Pekka Kallasvuo），任诺基亚的CEO。在他任职期间，诺基亚放弃了塞班和Meego系统，拒绝Android，只使用Windows系统生产智能手机，公司连续多季度亏损，市值和手机市场占有率暴跌。有人怀疑艾洛普是微软派到诺基亚的商业间谍，任务是降低诺基亚的市值以便微软收购，而艾洛普则公开否认了这一点。2013年9月3日微软宣布以72亿美元收购诺基亚的手机业务，艾洛普将回到微软担任副总裁。因为鲍尔默已经决定在一年内辞去微软CEO职务，艾洛普也曾為微软下一任CEO的热门候选人。

## 个人生活
埃洛普是一名业余飞行员。他的妻子是南茜·埃洛普（Nancy Elop），他们育有五名儿女。